# チュラタ チュラハ
『チュラタ チュラハ』は、イヤホンズの6枚目のシングル。2019年7月3日に、EVIL LINE RECORDSより発売。

## 概要
2ndアルバム『Some Dreams』から約1年4ヶ月ぶりの新譜であり、シングル発売は前作『一件落着ゴ用心』から約2年半ぶりとなる。
表題曲「チュラタ チュラハ」は、文化庁主催『あにめたまご2019』参加作品『斗え! スベースアテンダントアオイ』主題歌として使用され、メンバーらも主演を務めている。カップリング曲「わがままなアレゴリー」は、2018年12月にサンリオピューロランドにて開催された『Puro Christmas 2018』のテーマソングに使用され、インターネット配信されていた楽曲を今回初めてCD音源化された。
その他に、イヤホンズが出演するラジオ番組『イヤホンズの三平方の定理』のラジオ音源のほか、【LIVE新次元の未来泥棒盤】では、2018年7月7日に東京・豊洲PITにて開催されたイヤホンズ3周年記念ライブ『Some Dreams Tour 2018 -新次元の未来泥棒ども-』の公演のライブ映像が収録されたBlu-rayディスクが封入されている。
販売形態は事実上の【通常盤】にあたる【Radio盤】、【初回限定盤】にあたる【LIVE新次元の未来泥棒盤】がある。なお各配信サービスで配信されているのは「チュラタ チュラハ」と「わがままなアレゴリー」のみである。CD盤、配信版ともに【off vocal ver.】は収録されていない。

## 収録曲

### CD
1. チュラタ チュラハ
  - 作詞・作曲・編曲：月蝕會議
  - 文化庁主催『あにめたまご2019』参加作品『斗え! スペースアテンダントアオイ』主題歌
2. わがままなアレゴリー
  - 作詞・作曲・編曲：月蝕會議
  - サンリオピューロランド『Puro Christmas 2018』テーマソング
  - CD初収録。
  - 3rdアルバム『Theory of evolution』に同曲のアレンジバージョンが収録。

～Radio『イヤホンズの三平方の定理』Special Series～
1. 一件落着ゴ相談①
2. イヤホンズ & チョコレート①
3. ピタゴラスの定理①
4. 一件落着ゴ相談②
5. イヤホンズ & チョコレート②
6. ピタゴラスの定理②

### Blu-ray Disc（【LIVE新次元の未来泥棒盤】のみ収録）
2018年7月7日開催のイヤホンズ3周年記念ライブ『Some Dreams Tour 2018 -新次元の未来泥棒ども- @TOYOSU PIT』を収録。

#### 出演
イヤホンズ（高野麻里佳・高橋李依・長久友紀）

#### バックバンド
月蝕會議

#### ゲスト
串田アキラ
大槻ケンヂ
永井ルイ
ハローキティ

#### 収録内容
M1. 新次元航路
M2. 理想郷物語
M3. 一件落着ゴ用心（with 串田アキラ）
M4. 宇宙刑事ギャバン（with 串田アキラ）
M5. ミーチャイキュットティーガプリウテグバンコ
M6. あたしのなかのものがたり
M7. Fuwa くちゃ Dreamer
M8. 現象のブレイド（with 大槻ケンヂ）
M9. 林檎もぎれビーム!（with 大槻ケンヂ）
M10. 予め失われた僕らのバラッド
M11. ウィッチクラフト《テオフィルの奇蹟》
M12. Yummy Yummy Party
M13. サンキトウセン!
M14. 未来泥棒（with 永井ルイ）
EN.1 それが声優!
EN.2 応援歌!
EN.3 ヨロコビノウタ（with 串田アキラ・大槻ケンヂ・永井ルイ・ハローキティ）

## 収録アルバム
- チュラタ チュラハ
  - Theory of evolution
- わがままなアレゴリー
  - Theory of evolution[注釈 1]

## カバー
- 月蝕會議（セルフカバー） - 『月蝕會議2019・2020年度議事録』（2021年10月20日発売）に収録。